# ZXE-D
『ZXE-D』（ゼクシード LEGEND OF PLASMATLITE）は、1996年12月20日にバンダイから発売されたプレイステーション（PS）用の3Dロボット対戦型格闘ゲーム。価格は19,800円（税抜き）。
ゲームディスクに加え、PS本体と接続可能な4体の“立体ロボ”(プラモデル)や、搭乗パイロットのミニフィギュアなどが付属している。ゲーム内で操作するロボット（ゼクシード）のカスタマイズを、画面上のメニューを通してではなく、PSに接続された「立体ロボ」を実際に組み替えることで行うという異色のシステムが話題になった。
ゲーム設定及びロボットデザインを横山宏が担当。搭乗パイロットのデザインは江川達也が手がけている。
なお、プレイする際に必須となる「インターフェイスユニット」の形状的問題により、本作を「初期型プレイステーション」以外で正常に遊ぶことは実質不可能である（詳細は後述）。

## ストーリー
21世紀初頭に来襲した隕石群によって、一度は破滅の危機に瀕した人類。しかし、隕石に含まれる新物質「プラズマトライト」を利用することで、数世紀後には新たな文明を築き始めていた。
新文明の要として利用される「プラズマトライト」は、一方で新たな争いの火種にもなった。当初「プラズマトライト」掘削用として投入された人型機械『ゼクシード』は、戦火が激しくなるにつれ兵器としても扱われることとなり、人々から恐れられる様になっていた。

### 世界観
21世紀初頭、天王星軌道から飛来した隕石群「ＭＥ－２０３０Ｐ」によって壊滅的打撃を受けた人類文明が、数世紀後に復興を遂げ、様々な都市国家が群雄割拠している暗黒時代の地球を舞台としている。
この隕石群には「プラズマトライト」と呼ばれる磁性伝導物質が含有されており、特殊な精製法でその磁性を均一にすることで単位面積０．８３Ｇという強力な磁力を放出することが発覚。過去の文明の機械技術を用いて、人々は「プラズマトライト」の発掘と活用に力を入れるようになった。隕石の落着跡から「プラズマトライト」を発掘するためには複雑な地形や様々な地質に対応することが求められ、人型機械として「ゼクシード」が開発された。惜しみなく最新技術を注ぎ込まれたことで「ゼクシード」とそれに用いられる動力炉は飛躍的な発展を遂げ、文明は徐々に復興を遂げていった。
しかし一方で隕石によって飛来した「プラズマトライト」の埋蔵量は有限であり、「プラズマトライト」を奪うため、護るための戦争が自然と引き起こされた。「プラズマトライト」発掘の過程で開発された採掘機械であった「ゼクシード」も武装を施されて戦場に投入され、戦火はさらに拡大。文明は再び中世の暗黒時代さながらの様相を呈しつつある。
無数の都市国家が群雄割拠する中にあって、強力なゼクシードの開発に成功した欧州のルフトシュタイン王国、シベリア大陸のウドムルド共和国、アメリカ大陸のシエラ連合都市、アジアのコンロン人民共和国がそれぞれ規模を拡大し、発展しつつある。各国の精鋭たるゼクシードパイロット達は各々の目的を抱いて戦場へと向かい、そこで出会ったゼクシードと死闘を繰り広げている。

## 概要

### プラモデルとゲームの連動
冒頭に記した通り、本作にはゲームディスク以外にPS本体との接続機能を持った「立体ロボ」（＝プラモデル。本作のマニュアル表記に従ってこう表記する）が4体付属する。各「立体ロボ」の胴部には電子部品が組み込まれており、PSと接続することでゲームと連動させることができる。
プレイヤーはゼクシードをカスタマイズし対戦していくことになるが、この時操作するゼクシードの外見・能力はPSと接続された「立体ロボ」の形状が反映される。例えば接続中の「立体ロボ」の腕をＡからＢに差し替えると、画面上のゼクシードの腕もＡからＢに変更される（組み換え操作が出来るのは特定画面に限られる）。この「立体ロボとプレイステーションの融合」こそが本作最大のギミックであり、特徴となっている。

### 立体ロボの接続法と注意点
本作の場合、PSと「立体ロボ」の接続は必須となる。未接続状態だと、メインメニュー後の「パーツセッティング画面」でエラーが表示され、それより先には進めない。
両者の接続には、パッケージに同梱された本作専用の接続モジュール「インターフェイスユニット」を介して行う。PS側と接続するための端子は、PSに設けられたふたつのメモリーカードソケットへ同時挿入する様なデザインになっており、更にもう一方から伸びたイヤホンジャック型の接続ピンを、「立体ロボ」上半身背面のジャックに差し込むことで接続は完了する。この様な（ユニットがメモリーカードソケットを塞いでしまうため、メモリーカードが使用できない）接続方式を取る関係上、、本作のゲームデータは「立体ロボ」上半身組み込みのメモリーに記録される仕組みになっている。
なお、本ユニットの“本体側接続端子”（メモリーカードソケット1･2へ同時挿入する端子）は、初期型PSのソケット幅に合わせてデザインされている。そのため、PS oneやPS2ではソケットとユニット端子との幅が合わず、物理的に差し込むことができない。上記の通り、本作は「立体ロボ」が未接続の状態だとメインメニューより先に進めない仕様であるため、現状では初期型PS以外では肝心のゲーム部分をプレイすることは難しい。（その形状的問題を解決する様な改造を本体またはユニットに施せば、初期型PS以外でもプレイできる可能性は高いが、当然非公式な方法である）。
ゲームディスク単体で利用できるのは、オープニングムービーとメインメニュー、そしてオプション程度。中古ショップなどでは、この点に配慮せずゲームディスクのみが販売されている場合がある。

### 格闘ゲームとしてのシステム
ゼクシードを構成する各パーツ（上半身・左腕・右腕・下半身）にはそれぞれ「耐久値」が設けられている。この内、相手の“上半身の耐久値”をゼロにした方が勝利となる。ただし通常攻撃では、相手の両腕・下半身いずれかの“部位パーツ”にしかダメージを与えられない。
「耐久値」がゼロになったパーツは破壊され、そのパーツに割り振られた「必殺技」などは使用不能となる。また、破損部位に追撃を受けた場合、ダメージは上半身に及ぶ。つまり相手上半身への“致命的な攻撃”を加えるには、相手部位パーツを少なくともひとつ破壊し、そこへ更なる打撃を与えなければならない。ただし、「必殺技」の中には上半身へ直接攻撃可能なものもある。
対戦開始後、一定時間が経過すると、インターバルとして両プレイヤーに「パーツチェンジタイム」が与えられる。ここでは、相手に破壊され使用不能になったパーツ（上半身以外）の交換や、必殺技、コンボ（後述）の再設定などが行える。制限時間、パーツチェンジタイムの回数などはオプションで変更できる。
パイロットや機体などを設定できるもののストーリーらしいものは一切なく、1Pモードではランダムに構築された敵機を相手に延々と戦い続けることしかできない。

### その他（評価など）
- 『プラモ狂四郎』などの漫画的世界を地で行くガジェット感溢れるシステムは現在でも異彩を放っており、当時はゲーム雑誌のみならず模型雑誌でも取り上げられるなどした。しかし肝心の格闘ゲーム部分はあまり良い出来ではなく、また価格自体非常に高価だったこともあり、商業的には成功しなかった。

- （追加生産があったかどうか不明ながら）本作の初期ロットには、“初回限定特典”として原画などが描かれたトレーディングカードが付属していた。全40枚の内ランダムで10枚封入されているというもので、当然ながら全種類集めるには大変厳しいものだった。

- 「立体ロボ」の各パーツはそれぞれひとつずつしか付属ないため、購入状態（商品単体）のままでは同じ機体・パーツを使用した対人戦（いわゆる同キャラ対戦）は不可能である。そのためパッケージには通信販売用のカタログが同梱されており、付属「立体ロボ」の各パーツを上半身、下半身などのパーツ単位で追加購入することも可能だった（パーツによりかなりの価格差があった）。発売日前後には新規ロボ・新規パーツの販売というその後の展開も匂わせていたが、全く進展ないままに終わった。

- 格闘ゲームとしてはキャラクター育成要素があるとはいえ敵キャラがランダム構成された機体が出てくるだけのためやりこみ要素が少なく、上記の理由でユーザー数が限られ対人戦を実行する難易度が高かったこともあって、評価はされていない。また立体ロボ部分に興味のない格闘ゲームファンにとってプラモデルの製作やパーツの組み換えは面倒という向きもあり、半完成状態の上半身に各パーツのプラグのみを差し込んで遊ぶユーザーもみられた。

- ロボットゲームとしてもストーリーが存在せず、組み換え可能とはいえ機体が4機種しか存在しなかったこと、そして上記の理由でユーザー数が限られたところに、2D格闘ゲームながら「荒廃した世界でロボットを操る対戦格闘ゲーム」である『ガンダム・ザ・バトルマスター』が発売されたこともあって、知る人ぞ知る作品といった評価に留まっている。

## 立体ロボ 及び ゼクシードの詳細

### 立体ロボの構成
各「立体ロボ」もしくはゲーム中それと対応するゼクシードは
- 上半身（BODY）
- 左手（L-ARM）
- 右手（R-ARM）
- 下半身（LEGS）

の4パーツで構成されており、これらの組み合わせがゲーム内外で連動する要素である（それ以外の部分は対象外。例えば『立体ロボ』の腕パーツに何らかの武器を持たせたとしても、ゲーム内には反映されない）。“4パーツ”で構成される「立体ロボ」が“4体”で、パッケージ付属の「立体ロボ」の組み合わせは256通りになる。
各パーツは一般的なプラモデルと同様、未完成の状態でパッケージに収められているが、電子部品が組み込まれた上半身のみ半完成品となっている。その背面には「インターフェイスユニット」との接続ジャックが設けられているほか、ゲーム進行状況やその機体の成長データなどを記録するメモリーカードとしての役割も持っている（上半身には3つのデータをセーブできる）。上半身はパーツというよりゼクシードの“基幹”として扱われ、“上半身の変更”は「パーツ交換」ではなく「機体の乗り換え」に相当する行為である。
なお下半身・右手・左手の接合部分は、上半身側で接続ユニットの種類を電気的に判別するためか、ピンプラグとなっている。本作独特のプレイ工程として、通常ゲーム開始以前に「立体ロボ」をプラモデルとして組み立てる必要があるが、実際は半完成の上半身にジョイント用のピンプラグを差込みさえすれば、ゲーム側では組み立て品と変わらないものとして問題なく認識される。そのため当然ながら、立体ロボ側にプラモデルとしての塗装や改造を施してもゲーム側には認識されず、何ら反映されない。

### 立体ロボ（ゼクシード）のバリエーション
本作同梱の「立体ロボ」（ゲーム内に登場するゼクシードのプラモデル）は以下の4体。それぞれの上半身を基幹として、各構成パーツを組み替えていく。各パーツにはそれぞれ耐久力や間合い、使用可能になるスキル（下項目参照）に違いがある。
- GLOOSCAP (グルースキャップ)

遮光器土偶の様な顔をした二足歩行ロボット。地上高7128mm、乾燥重量7882kg。
高低差の激しい渓谷地帯での機動性を主眼として開発されたシエラ連合軍のＺＸＥ－Ｄ。
独特の脚部形状は、着地時の衝撃を緩和して応力を分散させる構造となっている。かつてこの地に降臨したという伝説の創造神の名が付けられている。
上半身：土偶に似た顔をしている。頭部にインディアンの羽飾りの様な意匠が施されている。
左腕：ショルダーガードを装備。右腕に比べると掌全体が大きくなっている。
右腕：ショルダーランチャー、手にはオノを装備。
下半身：二本爪の足。関節は鳥の様な逆関節。
- EINHORN (アインホルン)

西洋甲冑の兜を思わせる頭。下半身には足がなく浮遊した状態。レーザー兵器を主力とする。“高度な技術開発力によって生まれた”という設定。地上高4856mm、乾燥重量6843kg。
ルフトシュタイン王国王立正規軍が採用するホバータイプのＺＸＥ－Ｄ。
右腕の長槍と、中世の騎士を思わせる優雅な機体デザインから「一角獣」のコードネームが付けられた。胸部に内蔵した高出力ジェネレーターを発動させ、レーザーを発射する。
上半身：中世甲冑の兜を思わせる。
左腕：大きな三本指のマニピュレーター。腕がシールド状になっている。
右腕：手にスピアーを装備。
下半身：足がなく、スカート状に広がった形状をしている。
- чраган (ウラガーン)

二足歩行、ゴリラに近い風体をしている。モスグリーンを基調とした無骨な色彩の、いかにも重量級といった機体。“古いがローコスト”という設定。地上高6528mm、乾燥重量8241kg。
「暴風」のコードネームで知られる重量級のＺＸＥ－Ｄ。
採掘機械としての優れた耐久性に注目したウドムルト共和国が、改良発展させ機動兵器として採用した。ウドムルト軍では練習機から機甲師団専用まで、多彩なバリエーションが開発されている。
上半身：“首”がなく、“顔”は肩に埋もれた様になっている。
左腕：太く長い。掌は人間に近い。
右腕：右腕と同じ。
下半身：ずんぐりとした足。腕よりも短く、そのため機体は腕を前に出してやや猫背気味。
- 魯海王 (ルー ハイ ウォン)

複眼・多足のロボット然とした機体。メインカラーは赤だが、どことなく蜘蛛を想起させるシルエット。地上高5280mm、乾燥重量7018kg。
水中での機動を主題に開発されたＺＸＥ－Ｄ。耐水圧用の特殊剛金が、装甲としての基本性能に優れていたことから、軍事用にも転化された。
多脚制御によって安定した姿勢を保つ。コードネームの由来は、古い神話に登場する海に棲む獣神の名だといわれている。
上半身：他の機体が比較的人型に近いのに比べ、こちらは“顔”と“肩”が同じ高さにある平たいデザイン。
下半身：四ツ足。
右腕：三本指のマニピュレーター。「アインホーン」のそれと比べると細身。
左腕：右腕と同じ。

### その他の構成要素
「立体ロボ」の組み換えとは別に、ゲーム内でカスタマイズできるいくつかの要素が存在する。
これらの設定は、すべて「立体ロボ」上半身内のメモリーに記録される（上半身一台につき3つまでセーブ可能）。
- 各パーツ毎の使用スキル（必殺技・火気）

ひとり用モードでは、未クリアのCPU戦に勝利すると「1ポイント」貰える。このポイントを各パーツに割り降ることで、使用可能スキルが変化する。ひとつのパーツに割り振れるポイントは最大15。概ね、割り振るポイントが多いほど強力なスキルが選択可能になる。
スキルは上半身パーツの場合「使用火気（遠距離専用攻撃）」、両腕と下半身の場合は「必殺技」として扱われ、使用可能になるスキルの種類はパーツごとに異なる。また、「必殺技」の内容は上半身パーツごとに変化する。
対戦時にどこかのパーツが破壊されてしまうと、そのパーツの必殺技は出すことが出来なくなってしまう。
- コンボ設定

コンボ技となる連続通常攻撃を4つ設定することができる。
- 搭乗パイロット

全8人の中から自分のゼクシードに搭乗するパイロットを選択する。パイロットはそれぞれ固有の操縦技術を持っており、それらは対戦時のスキルの威力などに影響する。パイロットの名前を変更することも可能である。
以下のプロフィールは付属のトレーディングカードの内容に準拠する。
男1
ヴェルガー・フォン・ガーハルト
32歳。ルフトシュタイン王国王立正規軍 北部国境防衛大隊 第7防衛中隊隊長
実直な、愛国心に燃える熟練パイロット。2年前に妻をなくし、現在は3歳になる娘と基地内で生活している。
外見は壮年の金髪の男性。横山宏のデザインでは小太りで髭面の男性となっている。
女1
25歳。シエラ連合国シエラ統合軍 第1機甲機兵師団 特殊Ｌ・Ｓ分隊
パレードやイベントなどの際に、ゼクシードに乗り、模擬戦などを行う特殊Ｌ・Ｓ分隊。そこに所属するスターパイロット。もちろん実戦にも参加できるが、実戦経験はまだ１回しかない。
外見は細身の黒髪ショートカットの女性。
男2
41歳。コンロン人民共和国 共和国軍 九倫省国立軍学校 パイロット育成部門・講師
激戦をくぐり抜けてきた黒人のパイロット。現在は軍学校で、パイロットの育成に務めているが、実戦においてもまだまだ健在である。
外見は禿頭の大男。横山宏のデザインではドレッドヘアに民族衣装風のパイロットスーツを着用した男である。
女2
16歳。コンロン人民共和国 共和国軍 国立研究所防衛中隊 防犯部・見習い
明るく、素直な16歳になったばかりの女の子である。実戦経験はないが、その反応速度の速さ、及びゼクシード操作技術に関しては彼女に右に出るものはいない。
外見は茶髪のショートヘアで、右側の横髪だけを長く伸ばした、スタイルの良い美少女。横山宏のデザインではお団子頭の細目の少女である。
男3
22歳。シエラ連合国 シエラ統合軍 第11機甲機兵師団 特別強襲チーム分隊長
正義感に満ちた、若きエースパイロット。その操縦センスと状況処理能力は高い評価を受けている。常に冷静沈着な性格であるが、ゼクシードによる直接戦闘時には普段の冷静さは見られない。
外見は茶髪の血気盛んな若者。
女3
18歳。ウドムルト共和国 共和国傭兵軍 第3傭兵団 ランク特A
ラテン民族の血を引く彼女の所属は傭兵部隊である。ランク特Aはその戦闘能力の高さを表しており、ゼクシード・シミュレーターによる傭兵部隊内トーナメントでは2年連続優勝をしている。
外見はロングヘアの銀髪にメガネをつけ、額にバンダナを巻いた褐色肌の女性。横山宏のデザインでは目元を除いて頭全体を覆うヘルメットをかぶっているため、容姿は判別がつかない。
男4
26歳。ウドムルト共和国 共和国正規軍 ハロフスク装甲師団 上級軍曹
楽天的な性格の正規軍パイロット。任務に関しての成功率は50％と高くはない。ところが、何十回もの作戦行動の末に、彼のみ生還率100％となっており、その事から「笑う死に神」などの異名をとる。
外見は剃りこみをいれた金髪をリーゼントにした陽気そうな男性。
女4
20歳 ルフトショタイン王国 王立正規軍 王宮警備部隊 Ｌ・Ａチーム
有事の際には、王宮の人間を最優先で守護・脱出させることが任務の王宮警備隊。その王宮警備隊には女性パイロットのみで編成されるＬ・Ａチームという部隊が存在し、エリートしかなれないＬ・Ａチームだが、その中で彼女は、トップクラスの実力を持つ。
外見はウェーブがかったロングヘアの金髪をしたスタイルの良い美女。横山宏のデザインがでは髪をオールバックにした精悍な顔つきの女性である。
- 機体設定

機体の外観調整（カラーリング、左腕につけるエンブレムの選択など）を行える他、ゼクシードに独自の名前を付けられる。

## コミカライズ版
『コミックボンボン』1996年冬休み増刊号には服部健吾によるコミカライズが掲載された。キャッチコピーは「究極……超闘獣（ロボット）バトル！！」
主人公の賞金稼ぎシンヤが相棒の整備士ヨーコと共に、ステイ・ジェム兄妹の家族を殺した賞金首カーツと対決する。キャラクター、ストーリー共にオリジナルだが世界観は本編と共通しており、舞台は戦争で治安が悪化して賞金稼ぎが闊歩しているシエラ連合国の辺境とされている。またシンヤの操るアインホルン型"ブルーサンダー"が戦闘中の状況に合わせてパーツを換装する、カーツ機はウラガーン型だが手下たちは複数の機種を混成したパーツ構成である、パーツごとに耐久度が減って破壊されていくなど、原作ゲームの特徴が取り入れられている。なおコミカライズ内ではEINHORN型はアインホルン、чраган型はウラガーンなどカタカナで表記されているため本項でもそれに準拠する。

### あらすじ
文明を崩壊させた隕石群からもたらされた物質「プラズマトライト」の力により、復興しつつある世界。しかしプラズマトライトは同時に新たな戦いの火種となり、「ZXE-D」と呼ばれる人型兵器を産み落とした。ZXE-Dによる戦争が長引くにつれてシエラ連合国の国土は荒れ、治安は乱れ、法律の届かない辺境は無法者のあふれる危険地帯となっていた。そしてシエラ連合政府に依頼され無法者たちを狩りたてる者を、人々は賞金稼ぎと呼んだ。
辺境を旅する賞金稼ぎのシンヤと相棒の整備士ヨーコは、ZXE-Dをよこせと銃を突きつけて脅す子供たち、ステイとジェムの兄妹に出会う。二人は故郷の街を強盗団によって滅ぼされ、街の自警団だった両親の仇を討つために一味を追い続けていた。そしてシンヤのZXE-D"ブルーサンダー"が両親の機体と同じアインホルン型であったため、自分たちでも動かせると判断したのだった。捕らえた兄妹から事情を聞いたシンヤは、強盗団の首領が5万ドルの賞金首カーツである事に気づき、二人にかわってカーツと対決することを決意する。
旧時代の都市跡に陣取るカーツ一味は隊長機のウラガーン型に加え、副官機のルーハイウォン型、そしてグルースキャップ型をメインにした4機の、総勢6機。一個小隊分の敵を相手に、ブルーサンダーを駆るシンヤは奇襲と一撃離脱戦法を駆使して瞬く間に4機を撃破する。しかしカーツ機を発見して焦るあまり最後の手下を撃破しそこね、末期の砲撃を受けてブルーサンダーは中破してしまう。さらにカーツによって博物館の廃墟に誘い込まれて機動力を封じられた事で、ブルーサンダーは手足をもがれるように嬲られてしまう。もはやこれまでかと思われたが、シンヤはヨーコのサポートを受け角に仕込まれた高周波ブレードで起死回生の一撃を繰り出し、カーツを撃破。ステイ・ジェム兄妹に勝利を報告したシンヤは、大破したブルーサンダーを背に、泣きじゃくるヨーコを抱きしめる。
これが後に「青き雷鳴の騎士」として無法者たちに恐れられる戦士の物語だが、機体が壊れた事に激昂するヨーコから逃げるシンヤの姿を見る限り、そうなるのはまだ当分先のようであった。

### 登場人物
シンヤ
主人公の賞金稼ぎ。外見は頬に傷のある黒髪の少年で、機体からの音声を聞いた敵に「ガキ」と呼ばれるなど、外見相応の年齢であるらしい。口調や態度は良く言えば自信家、悪く言えば尊大で、ステイを相手に勝ち誇ったり口喧嘩をしたり、一個小隊を相手に余裕と言い放つなど、子供っぽいところがある。ZXE-D乗りとしては凄腕で、カスタマイズされたブルーサンダーを縦横無尽に乗りこなし、冒頭では山賊を一方的に撃破し、カーツ一味との対決でも一個小隊を相手取ってもあっという間に蹴散らせてしまうなど、その態度に相応の力量を持っている。一方で年齢相応の甘さもあり、降伏した山賊に不意打ちされかけたり、相手を雑魚と思って油断して消耗したり、カーツを倒そうと焦るあまり敵にトドメを刺しそこねて奇襲されるなどの面もある。だが窮地に陥っても一切取り乱すことなく切り抜ける方法を考えるなど戦士としての器はあり、後に無法者を恐れさせる「青き雷鳴の騎士」として名を轟かせる。
ヨーコ
ヒロインの整備士。黒髪をポニーテールにしたスタイルの良い美少女で、何かとお姉さんぶってシンヤの世話を焼こうとするが、実はシンヤの一歳年下の幼馴染。メカニックとしての腕は良く、ブルーサンダーの整備やパーツ換装を担当する他、普段は輸送トレーラーの運転を行っている。一方で性格は大雑把で、山賊にスパナを投げつけたり、地図を買っても実際の地形と大きく誤差があったり、シンヤとステイの喧嘩を止めるために殴りつけたり、「奥の手」の存在をギリギリまでシンヤに伝えていなかったりする。しかし両親の死を思い出して泣き出したジェムを抱きしめて慰めたりなど、心優しいところもある。またシンヤのことを心から心配しているのは確かで、戦闘の後は泣きながら彼にすがりついていた。
ブルーサンダー
シンヤの愛機。見た目はノーマルのアインホルン型だが、指揮官用の限定モデルをヨーコが徹底的に改造しため、中身はほぼ別物。ヨーコ曰く「あたしのちょー力作」。スピードもパワーも通常型とは段違いで、肩に装甲が追加された他、頭部に角がつけられているのが特徴。シンヤは脚部をルーハイウォン型の四脚とアインホルン型のホバーとで使い分けている。戦闘では主に槍を用いた高機動戦の一撃離脱戦法が多用され、搭載されているレーザーカノンは発射前に損傷したこともあって使う描写は無い。また頭部の角は高周波ブレードになっており、ブルーサンダーの「奥の手」である。
ステイ
シンヤの前に現れた男の子。リボルバー拳銃を突きつけてZXE-Dを奪おうとするが、銃を撃ったことがなかったため、安全装置がかかっているという嘘に気づかずシンヤに捕縛された。住んでいた街をカーツの強盗団に襲われ、自警団の両親を殺されたため、仇討ちをしようとカーツたちをずっと追跡していた。当初は両親の乗っていたのと同じアインホルン型のブルーサンダーで仇を討つ事を考えていたが、シンヤがかわりに戦ってくれると聞いて彼にすべてを託す。カーツ強盗団の拠点や部隊の構成などを正確に掴んでいる。大人ぶった態度を取っているが、久々の食事にがっついたり、ブルーサンダーの角に格好良いと興奮したり、まだまだ子供である。
ジェム
ステイの妹。ステイと共にカーツ一味を追跡していたが、性格はステイと違っておとなしく控えめで上品。一方で兄同様に行動力はあり、ステイがシンヤに捕まったときは兄を助けようとシンヤに殴りかかる（ぽかぽかと拳を振り回すだけでシンヤはまったく痛がる素振りをみせなかったが）などの行動に出た。兄のことは大事に思っているようだが、兄の子供っぽい面には呆れたり恥ずかしがったりしている。
カーツ
5万ドルの賞金首であり、ステイ・ジェム兄妹の両親の仇。ステイ・ジェム兄妹は素性を知らずに追っていたが、シンヤとヨーコには「顔に傷のあるハゲの大男」という特徴を聞いただけで誰かわかるほどの有名な賞金首で、シエラ連合国内では殺人や強盗などやっていない凶悪犯罪は一つもないと言われている。実際に5人の部下を率いて街一つを軽々と破壊できるほどの力量を誇っており、シンヤとの戦いでもアインホルン型が苦手とする閉所に誘い込むなど、ただの無法者ではない戦達者ぶりを発揮する。愛機はウラガーン型。
カーツの部下
カーツの部下たち。全部で5人おり、シンヤが襲撃を決断した夜間はそのうち2人が見張りを担当していた。自分たちを襲撃する者などいないのだから見張りの必要はないと油断している節はあるものの、シンヤの襲撃を受けて即応するなど練度は高く、カーツに対する忠誠心も強い。基本的にグルースキャップ型に搭乗しているが、見張りを担当する2機はショルダーランチャーを投光機に置き換えており、そのうちの1機は両腕をルーハイウォン、後詰めの1機は脚部のみルーハイウォンにそれぞれ換装している。また副官と思わしき人物の機体はルーハイウォン型にウラガーンの両腕、グルースキャップの脚部を装備した混成機で、シンヤからは「いい加減な外見のくせに強い」と称された。見張りの2機が奇襲で破壊された後、迎撃に向かった2機がやられ、最後の1機もシンヤとの一騎討ちに破れ、各個撃破されてしまったが、その過程でブルーサンダーを中破まで追い込む。
山賊
冒頭でシンヤを襲った山賊。荒野の渓谷で不意に物陰から襲いかかってきたが、ブルーサンダーによって機体の上半身下半身を分断され敗北。機体から脱出した後、必死で命乞いをするふりをして拳銃でシンヤを撃とうとしたが、ヨーコの投じたスパナによって気絶させられた。搭乗機はグルースキャップ型。